# 春曙斎北頂
春曙斎 北頂（しゅんじょさい ほくちょう、生没年不詳）とは、江戸時代の浮世絵師。

## 来歴
春好斎北洲の門人で大坂の人とされているが、『袖中都名所記』の奥付には編者の池田東籬とともに「洛士」、すなわち京都の人と記されている。姓は井上、俗名は不明。春曙、春曙斎、北頂、井上春曙斎と号す。作画期は文政5年（1822年）から天保11年（1840年）頃にかけてで、役者絵の作が多い。

## 作品
- 『袖中都名所記』　※池田東籬編、天保10年（1839年）刊行。挿絵
- 『絵本音羽山花の賑』一冊　※絵本、天保11年刊行、挿絵
- 「判官代輝国・市川蝦十郎」　大判錦絵　池田文庫所蔵　※文政6年（1823年）3月、大坂角の芝居『菅原伝授手習鑑』より。「風待や　花には疎き　此役目　新升」の句あり
- 「赤松彦次郎則政後ニ仁木直則・尾上菊五郎」　大判錦絵　早稲田大学演劇博物館所蔵　※文政9年（1826年）正月、角の芝居『けいせい伊達抄』
- 「濡髪長五郎・中村芝翫　山崎与五郎・中村歌右衛門　ふじ屋あづま・中村歌六　はなれ駒長吉・関三十郎」　大判錦絵4枚続　池田文庫所蔵　※文政10年7月、角の芝居『双蝶々曲輪日記』
- 「武蔵坊弁慶・中村歌右衛門　おわさ・中村松江」　大判錦絵2枚続　池田文庫所蔵　※文政11年10月、大坂中の芝居『御所桜堀川夜討』
- 「鍛冶屋団九郎・市川鰕十郎」　大判錦絵　池田文庫所蔵　※文政12年正月、角の芝居『花雪歌清水』